# Сагоян, Артавазд Арамович
Артавазд Арамович Сагоян (16 января 1904 — 17 октября 1971) — советский военный деятель, контр-адмирал, участник Великой Отечественной войны.

## Биография
Артавазд Арамович Сагоян родился 16 января 1904 года в городе Ахалцихе (ныне — Грузия). В 1922 году был призван на службу в Военно-морской флот СССР. В 1924 году окончил Батумское военное-морское училище, в 1927 году — Высшее военно-морское училище имени М. В. Фрунзе, в 1931 году — артиллерийский класс Специальных классов командного состава Военно-морских сил Красной Армии. Служил на различных кораблях Волжской и Днепровской военных флотилий. В апреле 1941 года окончил артиллерийский факультет Военно-морской академии имени К. Е. Ворошилова, после чего служил флагманским артиллеристом отряда лёгких сил на Балтийском флоте. Здесь его застало начало Великой Отечественной войны.
Сагоян принимал активное участие в набегах на берега и базы врага в прибрежной зоне Финского залива Балтийского моря. В дни обороны Таллина руководил артиллерийской подготовкой кораблей всего Таллинского рейда. Отряд Сагояна сумел задержать форсирование немецкими частями реки Наровы. 28 августа 1941 года получил тяжёлое ранение. На протяжении всей блокады Ленинграда являлся командиром по боевой и оперативной работе Штаба эскадры Балтийского флота. Лично осуществлял руководство боевым использованием корабельной артиллерии флота. Принимал участие во многих боевых операциях на Балтике. Во время окончательного снятия блокады Ленинграда командовал артиллерией 2-й группы кораблей, успешно разработав план операции и руководя артиллерийским наступлением. Проявил себя и в ходе боёв на Карельском перешейке, когда корабельная дальнобойная артиллерия подавила основные узлы вражеского сопротивления в прибрежной зоне. Сагоян проводил большую работу по организации огня, взаимодействию с наземными силами, разведке целей, развёртыванию корректировочных систем, что позволяло максимизировать эффект от обстрелов вражеских объектов.
После окончания войны продолжал службу в Военно-морском флоте СССР. В 1947—1951 годах являлся главным артиллеристом Военно-морских сил СССР. В 1951—1953 годах занимал должность заместителем начальника Института № 2 Военно-морских сил СССР, в 1953—1956 годах — старшим преподавателем кафедры родов флота Военно-морской академии кораблестроения и вооружения имени А. Н. Крылова. В 1954 году защитил диссертацию на соискание учёной степени кандидата военно-морских наук. С апреля 1956 года был членом 4-й секции Морского научно-технического комитета Военно-морского флота СССР, курировавшей реактивно-артиллерийское вооружение. Являлся автором ряда научных работ в области боевого применения корабельной артиллерии, некоторые из которых имеют закрытый статус. В октябре 1959 года был уволен в запас. Умер 17 октября 1971 года, похоронен на Новодевичьем кладбище Москвы.

## Награды
- Орден Ленина (1947);
- 4 ордена Красного Знамени (1942, 1944, 1944, 1956);
- Орден Нахимова 2-й степени (8 июля 1944 года);
- Орден Отечественной войны 1-й степени (1946);
- Медаль «За оборону Ленинграда» и другие медали.